# Тургутлу
Тургутлу (также Кассаба или Касаба) — город и район в провинции Маниса в Эгейском регионе Турции.
Население района по переписи 2009 года составляет 140 753 человека; В самом городе проживает 115 930 человек. Площадь 473 км² (183 квадратных миль) на высоте 68 м (223 фута). Район является самым густонаселенным после провинциального центра Маниса и вторым по численности населения районным центром в Эгейском регионе Турции.

## Общие сведения
Название происходит от имени турецкого рода «Turgutlu» (также «Тургут» или «Turgutoğlu»), обеспечивавшую основную поддержку династии Караманидов во время их существования и упоминается в исторических документах в качестве важного политического образования в XVIII веке. Считается, что их расселение в регионе Тургутлу произошло где-то в XV веке, одновременно с османским объединением Анатолии, которое привело к гибели Караманидов. Находящаяся близко Маниса была центром, где османские шахзаде (наследные принцы) получали свое образование, возможно, позволило клану Караманидов занять важное положение при османской династии.
Альтернативное название города — Касаба (в западных источниках XIX века также часто пишется как Касаба или Кассаба), что означает просто «город». Жители Тургутлу до сих пор часто используют термин «Касабали» для определения себя, и, несмотря на общее значение этого слова (Касаба — «город», Касабали означает «горожане»), люди в Турции обычно понимают, когда  упоминается Тургутлу.
Название дынь Кассаба, созревающих в процессе хранения, происходит от названия города, это отголоски его прошлого— XVIII—XIX веков, когда он был важным региональным торговым центром, расположенным посреди плодородной аллювиальной равнины (в районе блуждающих рек) и имеющим доступ к внешним рынкам через близлежащий район Измир.

## Общая характеристика
В районе есть два поселка с собственными муниципалитетами (Урганлы и Дербент (Турция) , 37 деревень и других населенных пунктов.
В Тургутлу ежегодный прирост населения составляет 2,41 процента, а в районе в целом — 1,8 процента, то есть занимает второе место после центра провинции Маниса. Центр Тургутлу находится на расстоянии всего 31 км от Манисы-,административного центра провинции, и на расстоянии 50 км от международного центра порта Измир. Его близость к этим двум столичным центрам, у каждого из которых есть глубокая история, знаменовала судьбу Тургутлу с момента его основания в XV веке. Сегодня интенсивная промышленная деятельность в ещё более близком Измирском районе Кемальпаша также находит серьёзные последствия в Тургутлу, который сам имеет репутацию одного из центров аграрной промышленности в Турции.
В Тургутлинском районе 44 начальных школы и 14 средних школ, 1189 учителей и 28 767 учащихся. В райцентре также есть высшее профессиональное училище — отделение Университета Джелал Баяр. Государственная больница в центре Тургутлу рассчитана на 250 коек, а также есть одиннадцать медицинских центров.
В районе Тургутлу самая высокая доля сельскохозяйственных земель среди районов провинции Маниса, в то время как лесные угодья общей площадью около двадцати тысяч гектаров такжезанимают значительную площадь.

## Промышленность
Реконструированный  в 1920-х годах современный Тургутлу, помимо производственного сельскохозяйственного сектора, также является важной промышленной базой, созданной в рамках Промышленной палаты, основанной в 1926 году. Здесь находятся производственные объекты Тукаша, одного из самых известных производители консервированных пищевых продуктов (в основном овощи и фрукты) в Турции, а также в БМК (Турция), турецкий филиал автомобильного гиганта BMC. Промышленный сектор города с множеством средних и малых предприятий в целом развивается также динамично, как и его сельскохозяйственное производство. В Тургутлу есть производственные мощности Seramiksan, одного из ведущих производителей плитки в Турции, специализирующегося на производстве керамической настенной и напольной плитки, глазурованной и технической плитки из керамогранита.
Экспериментальная добыча никелевых латеритов с использованием процесса кучного выщелачивания на горе Чал недалеко от Тургутлу началась в 2005 году турецким филиалом European Nickel PLC. Запасы оцениваются в 33 миллиона тонн руды с содержанием никеля 1,13 % и кобальта 0,08 %. Запланированное развитие никелевого рудника и обогатительного комбината может оказать глубокое влияние на экономику района и стать одним из наиболее важных инвестиционных проектов в Эгейском регионе Турции.

## История
Город был важным региональным торговым центром и центром уже с XVIII века. Он приобрел ещё большее значение, когда стала железнодорожной станцией на 93 км Смирна-Кассабской железной дороги. Её строительство  было начато в Измире в 1863 году, железная дорога дошла до Касабы в 1866 году. Эта железная дорога была третьей железной дорогой, проложенной на территории Османской империи в то время, и первой, завершенной на территории современной Турции. 
Перевал Белкахве между горой Ниф и горой Маниса (другое название Сипил) по прямой дороге из Измира и Тургутлу, должно быть, было сочтено слишком трудным для трассы, и железная дорога была проложена в обход гор. Позднее эта железная дорога идёт дальше на восток, и её общая протяженность превысила семьсот километров. Эксплуатирующая компания сохранила название Смирна-Кассаба. Первая концессия под этим названием была предоставлена английскому предпринимателю по имени Эдвард Цена, который основал компанию и построил линию, и продал её в 1893 году франко — бельгийская группе Compagnie Internationale де Вагоны-Lits. Линия была национализирована в 1934 году молодой Турецкой Республикой в рамках общей политики, начатой в 1920-х годах в отношении железных дорог Турции.
Город был преобразован в каза (районный центр) в 1868 году. В последние годы Османской империи Касаба уже был большим городом с населением более десяти тысяч человек. В течение 1910-х годов такие источники, как G. Sotiriadis (1918) и S. Anagiostopoulou (1997), зафиксировали в Касабе, что греческое население составляло в среднем около одной шестой от общей численности, от 3500 до 6000 человек, в совокупности из тридцати двух округов пять тысяч и центральный город с населением около четырнадцати тысяч человек. 

## Тургутлу во время турецкой войны за независимость
Тургутлу оставался под греческой оккупацией с 29 мая 1919 года по 7 сентября 1922 года. Самым сильным ударом по городу стал пожар, продолжавшийся целых два дня, в результате которого было разрушено 6127 зданий, пострадало 6328 человек, историческая мечеть Паши и 20000 рукописных книг, хранящихся в городской библиотеке, а также, по крайней мере,унёс 1000 человеческих жизней (исходя из трупов, которые можно было бы сосчитать). Сохранение ещё одного исторического памятника, мечети Гаджи Зейнел и окружающей небольшой агломерации, до сих пор населением интерпретируется как божественное вмешательство.

## Известные люди из Тургутлу
Генерал Хильми Озкёк, бывший (до августа 2006 г.) начальник штаба Вооруженных сил Турции, родом из Тургутлу.
Еврейский композитор Альберто Хемси (1898—1975), прославившийся в основном обработками  народных песен и сефардской еврейской музыки, родился в 1898 году в Тургутлу.
Доктор Бильге Сонмезер разработал первую модель управления проектами для индустрии недвижимости, его исследование было первым академическим исследованием в этой области; В 1983 году он окончил начальную школу Тургутлу Улку Илкокулу.
Профессор Хакки Ёнел, бывший декан архитектурного факультета Технического университета Йылдыз (YTU) в Стамбуле, родился в посёлке Тургутлу / Касаба (также известный как «Кассаба» или «Касаба»). Он преподавал в ЕТУ более 30 лет и  10 ноября 2013 года похоронен в Тургутлу.